# فرناندو جیودچلی
فرناندو جیودچلی (انگلیسی: Fernando Giudicelli؛ ۱ مارس ۱۹۰۶ – ۲۸ دسامبر ۱۹۶۸) یک بازیکن فوتبال اهل برزیل بود.